# کی‌دی‌ئی
کِی‌دی‌ئی (به انگلیسی: KDE) یک اجتماع نرم‌افزار آزاد بین‌المللی است که نرم‌افزارهای آزاد و متن‌باز را توسعه می‌دهد. کی‌دی‌ئی به عنوان هستهٔ توسعه مرکزی، افزارها و منابعی را فراهم می‌کند که امکان مشارکت همگانی روی این نوع پروژه‌ها را راحت‌تر می‌کند. از کارهای شناخته‌شده کی‌دی‌ئی می‌توان به میزکار پلاسما (محیط رومیزی پیش‌فرض روی بسیاری از توزیع‌های لینوکسی)، چارچوب‌های KDE و مجموعه‌ای از نرم‌افزارهای چندسکویی اشاره کرد؛ همانند آماروک، دیجی‌کم و کریتا که برای سیستم‌عامل‌های یونیکسی و شبه‌یونیکسی، مایکروسافت ویندوز و اندروید طراحی شده‌اند.

## تاریخچه
کی‌دی‌ئی را در سال ۱۹۹۶ ماتیاس اتریش (Matthias Ettrich) آلمانی به وجود آورد. در آن زمان برخی از ویژگی‌های میزکار یونیکس برای او مشکل‌زا بودند، از جمله این که هیچ‌کدام از برنامه‌های آن ظاهر و کارکرد هماهنگی با هم نداشتند. در همین حین، او به ساخت مجموعه‌ای از برنامه‌های کاربردی اکتفا نکرد و ساخت یک میزکار که کلیهٔ نیازهای کاربر را برطرف نماید را پیشنهاد داد. او استفادهٔ آسان از میزکار را نیز ملاک ساخت آن قرار داد و بدین ترتیب پروژهٔ کِی‌دی‌ئی متولد شد.
متیاس پروژهٔ کی‌دی‌ئی را به استفاده از کیوت محصور کرد. tool-kit به یک بسته نرم‌افزاری اشاره می‌کند که به شخص امکان توسعه کاربردهای خاص خود را بسیار ساده‌تر از حالتی که شخصاً تمام یک برنامه را بنویسد، فراهم می‌آورد. برای نمونه می‌توان از صفحات گسترده، سامانه‌های دادگان، سامانه‌های گرافیکی و پردازش کلمه نام برد.
برنامه نویسان به سرعت گسترش کی‌دی‌ئی را آغاز کردند و حدود سال ۱۹۹۷ اپلیکیشن‌های بزرگ و پیچیده منتشر شدند. در اواسط ۱۹۹۷ پروژهٔ گنو که از پروانه کیوت (Qt) ناراضی بود دو پروژه را به وجود آورد: میزکار گنوم، و هارمونی که یک پیاده‌سازی آزاد از کیوت بود.

## سازماندهی پروژه کی‌دی‌ئی
مانند بسیاری از پروژه‌های نرم‌افزار آزاد، کی‌دی‌ئی اصولاً یک مشارکت و تلاش داوطلبانه است، اگرچه شرکت‌های مختلفی مانند Novell, Trolltech و Mandriva برنامه‌نویسانی برای کار بر روی این پروژه استخدام کرده‌اند.
تصمیم‌گیری‌های مهم مانند تاریخ انتشار و اپلیکیشن‌های جدید، توسط کسانی که توسعه‌دهندگان اصلی (Core Developers) هستند گرفته می‌شود. آن‌ها برنامه‌نویسانی هستند که مشارکت مهمی در کی‌دی‌ئی در دوره‌ای از زمان داشته‌اند. تصمیم‌گیری‌ها به صورت رأی‌گیری رسمی نیست ولی به صورت بحث و مذاکره در لیست پستی (Mailing List) صورت می‌گیرد.
یک سازمان آلمانی دارای علامت تجاری کی‌دی‌ئی است و همایش‌های کی‌دی‌ئی نیز در آلمان و اروپا برگزار می‌گردد.

## انتشار نسخه‌ها
گروه کی‌دی‌ئی نسخه‌های جدید را به صورت مکرر انتشار می‌دهد.
به تأخیر افتادن انتشار نسخهٔ جدید بیشتر از ۱ یا ۲ هفته نادر بوده‌است. (یک استثناً در مورد کی‌دی‌ئی نسخهٔ ۳٫۱ به وجود آمد، که بیش از ۱ ماه تأخیر داشت)
کی‌دی‌ئی دو شکل عمدهٔ انتشار دارد:

### انتشار اصلی
انتشارات اصلی کی‌دی‌ئی دو شماره نسخه دارد مانند کی‌دی‌ئی ۱٫۱.
تمام انتشارات کی‌دی‌ئی با هم سازگارند. این بدین معناست که به عنوان مثال نرم‌افزار تولیدشده تحت کی‌دی‌ئی ۳٫۰ با تمام نسخه‌های کی‌دی‌ئی کار می‌کند.
تغییراتی که نیازمند کامپایل (Compile) مجدد باشد تنها در تغییرات نسخه اصلی روی می‌دهد. تغییرات بین کی‌دی‌ئی ۱ و کی‌دی‌ئی ۲ بسیار زیاد بود، در صورتی که تغییرات API بین کی‌دی‌ئی ۲ و کی‌دی‌ئی ۳ نسبتاً کمتر بود.
به محض اینکه یک نسخهٔ عمده آماده و منتشر می‌شود، کار بر روی نسخهٔ عمده دیگر آغاز می‌شود.

### انتشار جزئی
انتشار جزئی کی‌دی‌ئی شامل ۳ شماره نسخه است؛ مانند کی‌دی‌ئی ۱٫۱٫۱ و برنامه‌نویسان بر اصلاح اشکالات و بهبود قابلیت استفاده تمرکز می‌کنند و نه برافزودن قابلیت‌های جدید.
انتشار جزئی تأثیری بر بخش اصلی (head branch) ندارد. بخش‌های اصلی بخش‌هایی هستند که در انتشارهای عمده، تغییر و توسعه می‌یابند.

## ساختار (طراحی سیستم)
- DCOP: سیستم برای ارتباط بین فرایندها و پردازش‌ها
- KHTML: موتور اچ‌تی‌ام‌ال(HTML)
- Kiosk: ناتوان کردن برخی ویژگی‌ها در کی‌دی‌ئی به منظور ایجاد کنترل بیشتر محیط
- Kwin :مدیریت پنجره
- XMLGUI: تعریف عناصر UI مانند منو و نوارابزار(toolbar) توسط فایل‌های XML.

### بسته‌بندی
به دلیل حفظ اندازهٔ معقول، کی‌دی‌ئی به بسته‌های کوچک برای نصب آسان تر تقسیم شده‌است. مجموعه‌ای از بسته‌ها در زیر آورده شده‌است:
- Kdelibs: کتابخانهٔ اصلی. شامل بسیای از قسمت‌های ساختار کی‌دی‌ئی.
- Kdebase: پایهٔ میزکار و کاربردها (نیازمند kdelibs).
- Kdeaccessibiity: نرم‌افزارهای در دسترس.
- Kdeaddons: نرم‌افزارهای افزوده شده.
- Kdeadmin: ابزار اجرایی. نامزد برای اجرا کردن ماشین‌های یونیکس.
- Kdeartwork: کارها و تصاویر گرافیکی اضافی (محافظهای صفحه نمایش، کاغذ دیواری‌های و…)
- Kdeedu: نرم‌افزارهای آموزشی.
- Kdegames: بازی‌ها.
- Kdegraphics: ابزار برای دستکاری گرافیک‌ها.
- Kde-i18n: بین‌المللی کردن کی‌دی‌ای.
- Kdemultimedia: نرم‌افزارهای چندرسانه‌ای.
- Kdenetwork: ابزار و نرم‌افزارهای شبکه.
- Kdepirn: نرم‌افزار مدیریت اطلاعات شخصی و ایمیل.
- Kdesdk: ابزارهای توسعه.
- Kdetoys: ابزارهای سرگرمی.

## نرم‌افزارهای مهم KDE
- Amarok: پخش‌کننده فایل‌های صوتی
- Kate: ویرایش متن
- KDevelop: محیط توسعه مجتمع زبان‌های C++ و java و …
- Kopete: پیام‌رسان فوری
- Konqueror: مدیریت فایل و مرورگر وب (استفاده از KHTML)
- KPresenter: ارائه و معرفی کاربرد
- KWord: پردازشگر لغت
- KWrite: ویراستار متن
- amaroK: مجری اسناد چند رسانه ای
- K3b: کاربرد نگارنده لوح فشرده
- KMail: سامانه مخدوم ارسال و دریافت نامه الکترونیکی
- Konsole: پوسته توکار

## قرارداد نام‌گذاری
در نام اکثر اپلیکیشن‌های کی‌دی‌ئی، حرف کِی (k) را در ابتدا و به صورت درشت، و به نوعی غلط املایی از روی قصد، k جایگزین C و Q شده‌است، به عنوان مثال Konsole و Kuickshow. هرچند استثناهایی مانند kynaptic (به صورت کوچک) و amaroK (در آخر) و Gwenview (که حرف K ندارد) وجود دارند.